# Ferdinand Ries
Ferdinand Ries (Bona, 28 de novembro de 1784 — Frankfurt am Main, 13 de janeiro de 1838) foi um compositor e pianista alemão. Ries era amigo, aluno e secretário de Ludwig van Beethoven. Ele compôs oito sinfonias, um concerto para violino, nove concertos para piano (o primeiro concerto não foi publicado), três óperas e inúmeras outras obras, incluindo 26 quartetos de cordas. Em 1838, ele publicou uma coleção de reminiscências de seu professor Beethoven, co-escrita com Franz Wegeler. As sinfonias, algumas obras de câmara - a maioria delas com piano - seu concerto para violino e seus concertos para piano foram gravados, exibindo um estilo que, dada sua conexão com Beethoven, situa-se entre o Clássico e os primeiros estilos românticos.

## A música
Cecil Hill escreveu um catálogo temático acadêmico, listado abaixo, das 300 obras de Ries: para cada obra, ele forneceu incipits (temas de abertura) para cada movimento, dedicatórias, críticas iniciais conhecidas e datas de composição conhecidas.

## Lista de trabalhos selecionados

### Óperas
- Die Räuberbraut, ópera em três atos op. 156 (1827/28; 1830/31)
- Liska, oder die Hexe von Gyllensteen, ópera em dois atos op. 164 (1831); estreou em Londres como The Sorceress
- Die Nacht auf dem Libanon, Romantische Oper em três atos WoO. 51 (1834-38)

### Outras obras para voz
- Der Morgen, Cantata para quatro vozes e orquestra op. 27 (1806)
- Ifigênia em Aulis; Cena para voz e orquestra WoO 17 (1810)
- Réquiem em dó menor (1815, inacabado)

### Melodrama
- Die Zigeunerin, melodrama em dois atos WoO. 53 (1835)

### Sinfonias
- Nº 1 em Ré maior, op. 23 (1809)
- Nº 2 em dó menor, op. 80 (1814)
- Nº 3 em Mi bemol maior, op. 90 (1816)
- Nº 4 em Fá maior, op. 110 (1818)
- Nº 5 em ré menor, op. 112 (1813)
- uma sinfonia não publicada em Mi bemol maior, WoO. 30 (1822)
- Nº 6 em Ré maior, op. 146 (1822, último movimento revisado em 1826)
- Nº 7 em lá menor, op. 181 (1835)

### Concertos
- Concerto para 2 trompas em mi bemol maior WoO. 19 (1811)
- Concerto nº 1 para violino e orquestra em mi menor op. 24 (1810)
- Concerto nº 2 para piano e orquestra em mi bemol maior op. 42 (1808; pub. 1812)
- Concerto nº 3 para piano e orquestra em dó sustenido menor, op. 55 (1812; pub. 1815)
- Concerto nº 4 para piano e orquestra em dó menor, op. 115 (1809, pub. 1823)
- Concerto nº 5 para Piano e Orquestra em Ré Maior, op. 120 'Concerto Pastoral' (c.1816; pub. 1823)
- Concerto nº 6 para Piano e Orquestra em Dó Maior, op. 123 (1806; pub. 1824)
- Concerto nº 7 para piano e orquestra em lá menor, op. 132 'Abschieds-Concert von England' (1823; pub. 1824)
- Concerto nº 8 para Piano e Orquestra em Lá Bemol Maior, op. 151 'Gruss an den Rhein' (1826; pub. 1827)
- Concerto nº 9 para Piano e Orquestra em Sol menor, op. 177 (1832/33)

### Aberturas de concerto
- Ouvertüre zu Schillers Trauerspiel Don Carlos op. 94 (1815)
- Ouverture bardique WoO 24 (1815)
- Ouvertüre zu Schillers Trauerspiel Die Braut von Messina op. 162 (1829)
- Große Fest-Ouvertüre und Siegesmarsch op. 172 (1831/32)
- Dramatische Ouvertüre L'Apparition WoO 61 (1836)

### Outras obras para piano e orquestra
- Airs nacionais suecos com variações, op. 52 (1812)
- Grand Variations on 'Rule, Britannia', Op. 116 (1817)
- Introdução e Variações Brillantes, Op. 170 (em algum momento entre 1813 e 1824, pub. 1832)
- Introdução e Rondeau Brillant, Op. 144 (1825)
- Introdução e Polonaise, Op. 174 (1833)
- Introdução e Rondeau Brillant, WoO. 54 (1835)
- Concertino para Piano e Orquestra, WoO. 88 (1836, perdido)

### Oratórios
- Der Sieg des Glaubens, op. 157 (1829)
- Die Könige em Israel, op. 186 (1837)

### Música de câmara
- Sonata para violoncelo em dó menor, WoO. 2 (1799)
- Sonata para violino em Lá bemol maior, WoO. 5 (1800)
- Sonata para violino em mi bemol maior, WoO. 7 (1804)
- Quarteto de cordas em Fá menor, WoO. 48 (1833-35)
- Noturno para Wind Sextet, WoO. 50 (flauta, 2 clarinetes, trompa, 2 fagotes, 1834)
- Noturno para Wind Sextet, WoO. 60 (flauta, 2 clarinetes, trompa, 2 fagotes, 1836)
- Piano Trio em Mi bemol maior, op. 2
- 2 Sonatas para violino op. 8
- Sonata para violino em si bemol maior, op. 10 (1808, pub. 1810)
- Octeto em Fá maior, op. 12 (1808)
- Quarteto para Piano em Fá menor, op. 13 (1809)
- Sonata para violino em mi bemol maior, op. 18 (1810)
- Sonata para violino em Fá menor, op. 19 (1810)
- Cello Sonata em dó maior, op. 20
- Sonata para violoncelo em lá maior, op. 21
- Grande Septuor em Mi bemol maior para piano, clarinete, 2 trompas, violino, violoncelo e contrabaixo, op. 25 (1812)
- Clarinete Trio em si bemol maior, op. 28 (1809)
- Sonata para clarinete em sol menor, op. 29 (1808)
- 3 Sonatas para violino, op. 30 (1811)
- Horn Sonata em Fá maior, op. 34 (1811)
- Trio de flauta em mi bemol maior, op. 63 (1815)
- 3 Quartetos de Cordas, op. 70 (1812, reescrito em 1815)
- Quinteto em si menor para piano, violino, viola, violoncelo e contrabaixo, op. 74 (1815)
- Sonata para violino em ré maior, op. 83 (1808, pub. 1818)
- Romance para violoncelo e pianoforte em Sol maior (arranjo do 2º mvt. De sonata para piano, op. 86/2) (1819)
- Sonata para flauta em sol maior, op. 87
- Grand Sextuor para 2 violinos, viola, violoncelo, contrabaixo e piano em dó maior, op.100
- Introdução e Dança Russa para Piano Forte e Violoncelo em Mi bemol maior, op. 113/1 (1823)
- Introdução e Polonaise para piano e flauta, op. 119
- Sonata para violoncelo em sol menor, op. 125
- Grande Otetto em Lá bemol maior para piano, violino, viola, clarinete, trompa, fagote, violoncelo e contrabaixo, op. 128 (1816, pub. 1831)
- Quarteto para Piano No.3 em Mi menor, op. 129 (Londres 1820 ou 1822)
- Sexteto em sol menor para harpa, piano, clarinete, fagote, trompa e contrabaixo, op. 142 (1814)
- Trio para piano em dó menor, op. 143
- Flauta Quartetos Nos. 1-3, op. 145
- Variações de um Hino Português para piano e flauta, op. 152/1 (1826)
- Flauta Sonata em Mi bemol maior, Sonate sentimentale, op. 169 (1814)

### Música para piano
- Sonata para piano em dó maior, op. 1 não. 1 (1806)
- Sonata para piano em lá menor, op. 1 não. 2 (1803-4)
- 2 Sonatinas para piano, op. 5
- Sonatina para Piano a Quatro Mãos, op. 6
- Grande Sonate em Ré maior, op. 9 não. 1
- Grande Sonata Fantaisie em Fá sustenido menor, 'L'Infortune' op. 26
- 2 Sonatas para Piano, op.11
- Sonata para piano em lá menor op.45
- O sonho, op. 49